# 윤이섭
윤이섭(2010년 ~)은 대한민국의 가수다.

## 방송
- 포커스 : Folk Us (2020) - 예선 탈락
- 제 1회 찬송가 경연대회 (2020) - 은혜상
- 아침마당 (2021)

## 음반
- 우리들의 노래 6 (2018)
- 감성과 집중력을 키워주는 클래식 인기동요 베스트 123 Vol.1 (2019)
- 감성과 집중력을 키워주는 클래식 인기동요 베스트 123 Vol.2 (2019)
- 김영민 동요작곡집 Op.1 [Nobile] (2020)
- 주기도문21 (2020)
- 러블리가스펠 Live Ver.1 윤이섭 (2020)
- 러블리가스펠 Live Ver.2 윤이섭 (2020)
- 2020 제3회 콩나무 빈트리 동요콩쿠르 수상자 앨범 (2020)
- 예오름(Yeoreum) Vol.2 (2020)
- 2020 성남 창작 동요제 (2021)

## 수상
- 제 54회 서울교육대학교 전국초등학생음악경연대회 1.2학년부 1위 (2017)
- KBS 국악동요부르기 한마당 대상(문화체육관광부 장관상) (2018)
- 콩나무 빈트리 동요콩쿠르 대상 (2018)
- 제4회 전국학생 아리인 뮤지컬경연대회 초등부1위)서울특별시장상) (2018)
- 전국어린이동요대회 대상(서울특별시교육감상) (2018)
- 제25회 수리동요대회 1위 (2019)
- 제14회 우리동요 콩쿠르 대상 (2019)
- 성남 박태현 전국 창작동요제 대상 (2019)